# 全楙績
全楙績，字庶熙，浙江省紹興府山陰縣（今浙江省紹興市）人，清朝政治人物。
監生出身。光緒7年，署雲南東川府知府，后任雲南臨安府知府、貴州鎮遠府知府，雲南迆西兵備道。光緒二十六年，任雲南按察使，次年，署雲南布政使。光緒二十九年，任貴州按察使。有子全煥常。